# Adrian Gaxha

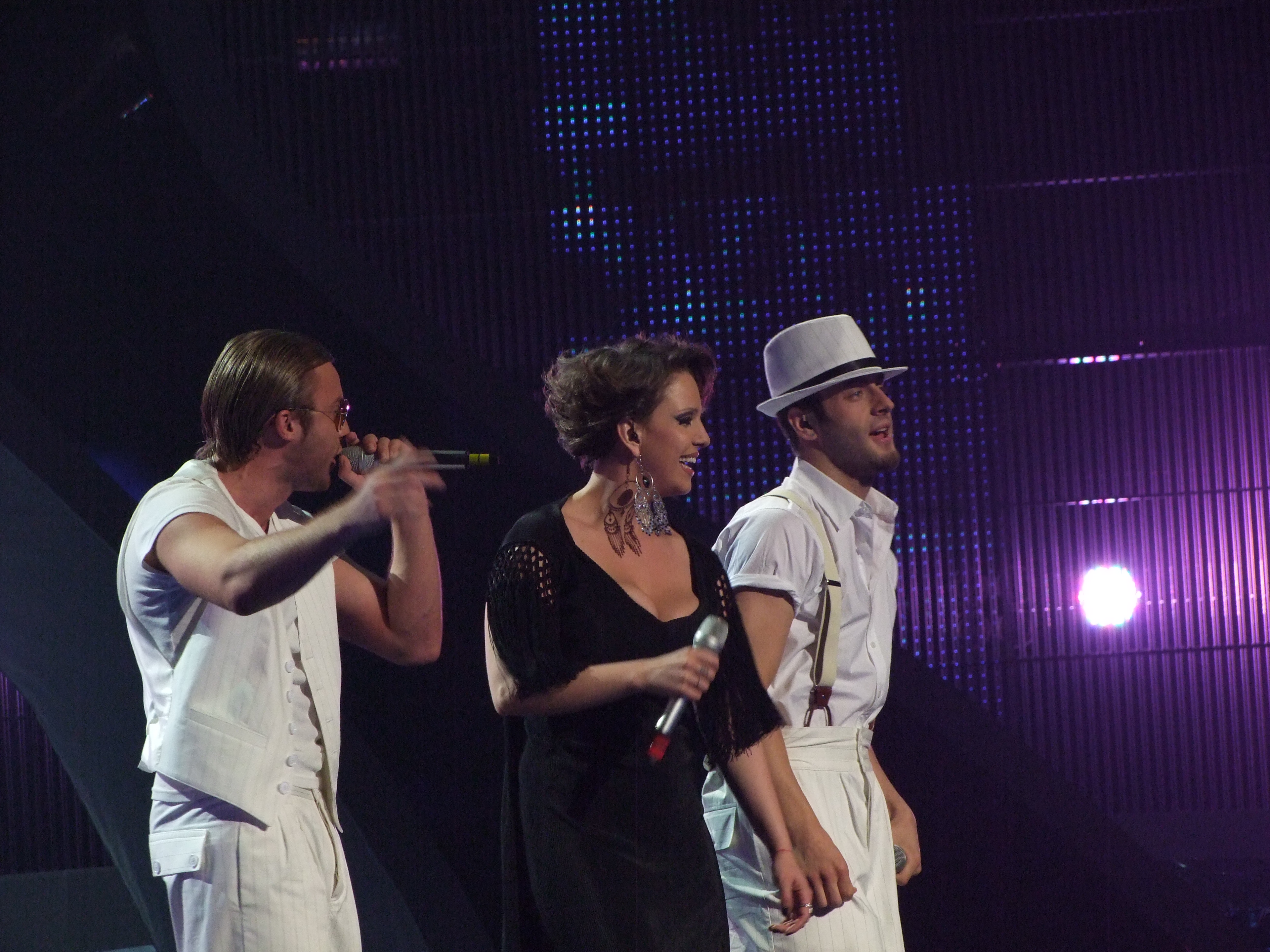
Adrian Gaxha (2008)

Adrian Gaxha (mazedonisch: Адријан Гаџа; * 13. Februar 1984 in Skopje) ist ein nordmazedonischer Popsänger albanischer Ethnie.

## Karriere
Seine Musikkarriere begann 2001 mit dem Sieg beim Festival Nota Fest. Er nahm auch an anderen Festivals teil wie dem Videofest, dem Ohrid Fest und dem Makfest. Zusammen mit der Sängerin Tamara und dem Rapper Vrčak gewann er die mazedonische Vorauswahl und durfte daher beim Eurovision Song Contest 2008 für sein Land antreten. Mit dem Popsong Let me love you ging das Trio auf den zehnten Platz im zweiten Halbfinale und schied so für das eigentliche Finale aus.

## Diskografie

### Alben
- Thuaj Mamit
- 2008: 300 Godini
- 2010: E Brenduar

### Singles
- Dashuri Mistike (mit Tamara Todevska & Vrčak)
- Sa Sexy
- Nedopirliva (feat. Vrčak)
- Vo Ime Na Ljubovta (mit Tamara Todevska & Vrčak)
- Toksična (feat. Vrčak & Robert Bilbilov)
- Ti Tani (feat. Snow Black)
- Skandali
- Zarobena (Ohridfest 2009)
- Ngjira E Kuqe (feat. Florian Beqiri)
- Kjo Zemer (feat. Florian Beqiri)
- Welcome to Prishtina (feat. Florian Beqiri & Skivi)
- Lujmi Krejt (mit Onat)